# Celebijoppa nigrocoerulea
Celebijoppa nigrocoerulea är en stekelart som beskrevs av Heinrich 1934. Celebijoppa nigrocoerulea ingår i släktet Celebijoppa och familjen brokparasitsteklar. Inga underarter finns listade.